# شهرستان خانقین
شهرستان خانقین (به کُردی: خانه‌قین Xaneqîn یا خانه‌قی Xaneqî) یکی از شهرستان‌های عراق است که در استان دیاله واقع شده‌است. مرکز این شهرستان شهر خانقین است.
 شهرستان خانقین ۳٬۵۱۲ کیلومتر مربع مساحت و ۳۵۰,۰۰۰ نفر جمعیت دارد.